# Promovaný právník
Promovaný právník či promovaná právnička (ve zkratce prom. práv.) bylo profesní označení absolventů československých právnických fakult mezi lety 1953 až 1966. 
Po komunistickém převratu v Československu byly novým vysokoškolským zákonem do budoucna zrušeny všechny akademické tituly, tedy i tradiční titul doktora práv (JUDr.). Zachován byl sice právníkům, kteří jej získali před tím, ale ti, co absolvovali v akademickém roce 1952/1953 a později, už byli označováni jen svou profesní kvalifikací (obdobně např. přišli o akademický titul MUDr. také noví absolventi lékařských fakult, takže se mohli označovat pouze jako „promovaní lékaři“). Návrat k akademickému titulu doktora práv znamenal až další zákon o vysokých školách z roku 1966, dosavadní absolventi práv potom navíc mohli vykonat rigorózní zkoušku a tento titul také získat, jinak jim ale označení promovaný právník zůstalo. Až po roce 1990 mohli začít užívat titul Mgr. bez dalšího, protože tento titul jim přiznal nový zákon o vysokých školách. Příslušná univerzita jim pouze vydala osvědčení.